# Kazenga LuaLua
Kazenga LuaLua (ur. 10 grudnia 1990 w Kinszasie) – piłkarz z Demokratycznej Republiki Konga, występujący na pozycji pomocnika w Queens Park Rangers.